# Celerena griseofusa
Celerena griseofusa là một loài bướm đêm trong họ Geometridae.